# Zwartkeelsaltator
De zwartkeelsaltator (Saltatricula atricollis synoniem: Saltator atricollis) is een zangvogel uit de familie Thraupidae (Tangaren).

## Verspreiding en leefgebied
Deze soort komt voor van oostelijk Bolivia tot noordoostelijk Paraguay en noordoostelijk en centraal Brazilië.